# Su media naranja
Su media naranja va ser un concurs de televisió produït per Bumerang TV i emès de dilluns a divendres en la cadena espanyola Telecinco, entre 1990 i 1996.
Es tracta d'una adaptació per a Espanya del concurs estatunidenc The Newlywed Game.

## Mecànica
Tres parelles de concursants (matrimonis) competien entre si fins a determinar el seu grau de coneixement mutu i compenetració. Després de la sortida d'un dels membres de la parella del plató (se'ls convidava a abandonar el seient amb la frase Señores/as...al jardín), es formulava una pregunta a l'altre, inquirint al seu judici quina seria la resposta que donaria l'absent.
En cada programa hi havia dues rondes de tres preguntes a cada parella i cada resposta que coincidís amb la de l'altre cònjuge es premiava amb 50.000 pessetes, excepte la tercera pregunta de la segona ronda que, per a intentar que alguna parella ressagada en el nombre de coincidències pogués tenir alguna possibilitat de guanyar, es premiava amb 100.000 pessetes.
Guanyava la competició aquella parella que aconseguís major número de diners, que no d'encerts, doncs a l'haver una pregunta valorada en 100.000 pessetes, podia guanyar alguna parella amb igual o menys encerts que una altra. La parella guanyadora acumulava els diners guanyats i tornava l'endemà.

## Presentació
Entre 1990 i 1994 Entre 1990 i 1994 la presentació va ser a càrrec de l'actor Jesús Puente. Aquest últim any va ser fitxat per Antena 3 per a posar-se al capdavant de Lo que necesitas es amor. Des del 19 de setembre de 1994 fins a la retirada definitiva del programa, el va presentar Tate Montoya.
La sintonia del programa va ser la mateixa que es va utilitzar per a la versió italiana, Tra moglie e marito, emesa per Canale 5 entre 1987 i 1991.

## Audiència
- Des de la seva primera temporada, l'espai es va fer amb el favor del públic, que li va arribar a atorgar quotes de pantalla del 42%.[4]
- La temporada 1993-1994 va tenir una mitjana de 23% de share.
- La temporada 1994-1995 va tenir una mitjana de 23'8% de share.
- La temporada 1995-1996 va tenir una mitjana de 23'5% de share.[5]

## Premis
- Jesús Puente va rebre un dels Premis Ondas 1990 gràcies a la seva labor al capdavant del programa.[6]

## Tal para cual
El 26 d'abril de 2006 Antena 3 va estrenar la seva pròpia versió del programa, amb el títol de Tal para cual, produït per Bumerang TV i amb presentació d'Anabel Alonso. L'espai es va mantenir en pantalla fins a setembre d'aquest any, amb discrets índexs d'audiència.